# BBC Sessions (The-Who-Album)
BBC Sessions ist eine Kompilation der britischen Rockgruppe The Who, die im Jahre 2000 veröffentlicht wurde. Das Album erreichte Platz 24 in den britischen Albumcharts, während es in den US-amerikanischen Billboard-Charts nur auf Position 101 gelangte.

## Inhalt
Die BBC verlangte in den 1960er Jahren oft von den Interpreten, Songs live im Radio zu spielen. Dadurch wirken manche der Songs härter und rauer. The Who waren hier gezwungen, den Studiosound zu reproduzieren. Bei manchen Songs benutzte man allerdings die Tonspur der Studioaufnahme, über die Roger Daltrey nur eine neue Vokalspur sang.

### Trackliste
1. My Generation (Radio 1 Jingle) 0:57 – P. Townshend
2. Anyway, Anyhow, Anywhere 2:44 – Townshend, R. Daltrey
3. Good Lovin’ 1:49 – R. Clark, A. Resnick
4. Just You and Me, Darling 2:01 – J. Brown
5. Leaving Here 2:34 – B. Holland, L. Dozier, E. Holland jr.
6. My Generation 3:23 – P. Townshend
7. The Good’s Gone 2:59 – P. Townshend
8. La La La Lies 2:11 – P. Townshend
9. Substitute 3:30 – P. Townshend
10. Man with Money 2:31 – D. Everly, P. Everly
11. Dancing in the Street 2:23 – W. M. Stevenson, M. Gayel, J. Hunter
12. Disguises 2:57 – P. Townshend
13. I’m a Boy 2:39 – P. Townshend
14. Run Run Run 3:16 – P. Townshend
15. Boris the Spider 2:13 – J. Entwistle
16. Happy Jack 2:09 – P. Townshend
17. See My Way 1:50 – R. Daltrey
18. Pictures of Lily 2:34 – P. Townshend
19. A Quick One (While He’s Away) 7:01 – P. Townshend
20. Substitute (Version 2) 2:12 – P. Townshend
21. The Seeker 3:04 – P. Townshend
22. I’m Free 2:24 – P. Townshend
23. Shakin’ All Over / Spoonful Medley 3:41 – F. Heath / W. Dixon
24. Relay 4:56 – P. Townshend
25. Long Live Rock 3:52 – P. Townshend
26. Boris the Spider (Radio 1 Jingle) 0:10 – J. Entwistle

### Auswahl
Die BBC Sessions enthalten auch seltene Songs von The Who wie z. B. Just You and Me, Darling, Good Lovin’ oder Dancing in the Street. Neben zwei Jingles und sechs Coverversionen enthält diese CD 17 originale The-Who-Songs sowie eine neue Version von Substitute. Ebenfalls sind originale Radioansagen zu den Songs und einige Gespräche mit Pete Townshend zu hören.
In dieser Sammlung fehlen ein paar BBC-Songs der Band, die inzwischen als Bootleg aufgetaucht sind. Erwähnenswert ist, nebenSo Sad About Us und Summertime Blues, die im Jahre 1966 aufgenommene Coverversion von Man with Money der Everly Brothers.

### Chronologie
Die Aufnahmen stammen aus den Jahren 1965 bis 1973 und befinden sich, abgesehen von den Jingles und dem dritten Titel, in chronologischer Reihenfolge.
| Lieder          | Aufnahmedatum      | Aufnahmeort                              | Sendung                                             | Produzent                       |
| --------------- | ------------------ | ---------------------------------------- | --------------------------------------------------- | ------------------------------- |
| 2, 4 & 5        | 24. Mai 1965       | Aeolian Hall, London.                    | Saturday Club, 29. Mai 1965                         | Jimmy Grant und Brian Willey    |
| 3               | 15. Juni 1965      | Aeolian Hall, London.                    | Top Gear, 19. Juni 1965.                            | Bernie Andrews                  |
| 6, 7 & 8        | 22. November 1965  | Aeolian Hall, London                     | Saturday Club, 27. November 1965                    | Jimmy Grant und Brian Willey    |
| 9, 10 & 11      | 15. März 1966      | Aeolian Hall, London                     | Saturday Club, 19. März 1966.                       | Jimmy Grant und Brian Willey    |
| 12 & 13         | 13. September 1966 | BBC Playhouse Theatre, London            | Saturday Club, 17. September 1966                   | Jimmy Grant und Brian Willey    |
| 14, 15, 16 & 17 | 17. Januar 1967    | BBC Playhouse Theatre, London            | Saturday Club, 21. Januar 1967                      | Bill Bebb und Jimmy Grant       |
| 1, 18, 19 & 26  | 10. Oktober 1967   | De Lane Lea Studios, Kingsway, London.   | Top Gear, 15. Oktober 1967                          | Bernie Andrews und Bev Phillips |
| 20, 21, 22 & 23 | 13. April 1970     | IBC Studios, London                      | Dave Lee Travis show, 19. April 1970                | Paul Williams                   |
| 24 & 25         | 29. Januar 1973    | BBC Television Centre, Wood Lane, London | The Old Grey Whistle Test, BBC Two, 30. Januar 1973 | Michael Appleton                |